# 1860年代の航空
< 1860年代
1850年代の航空 - 1860年代の航空 - 1870年代の航空

## 1861年

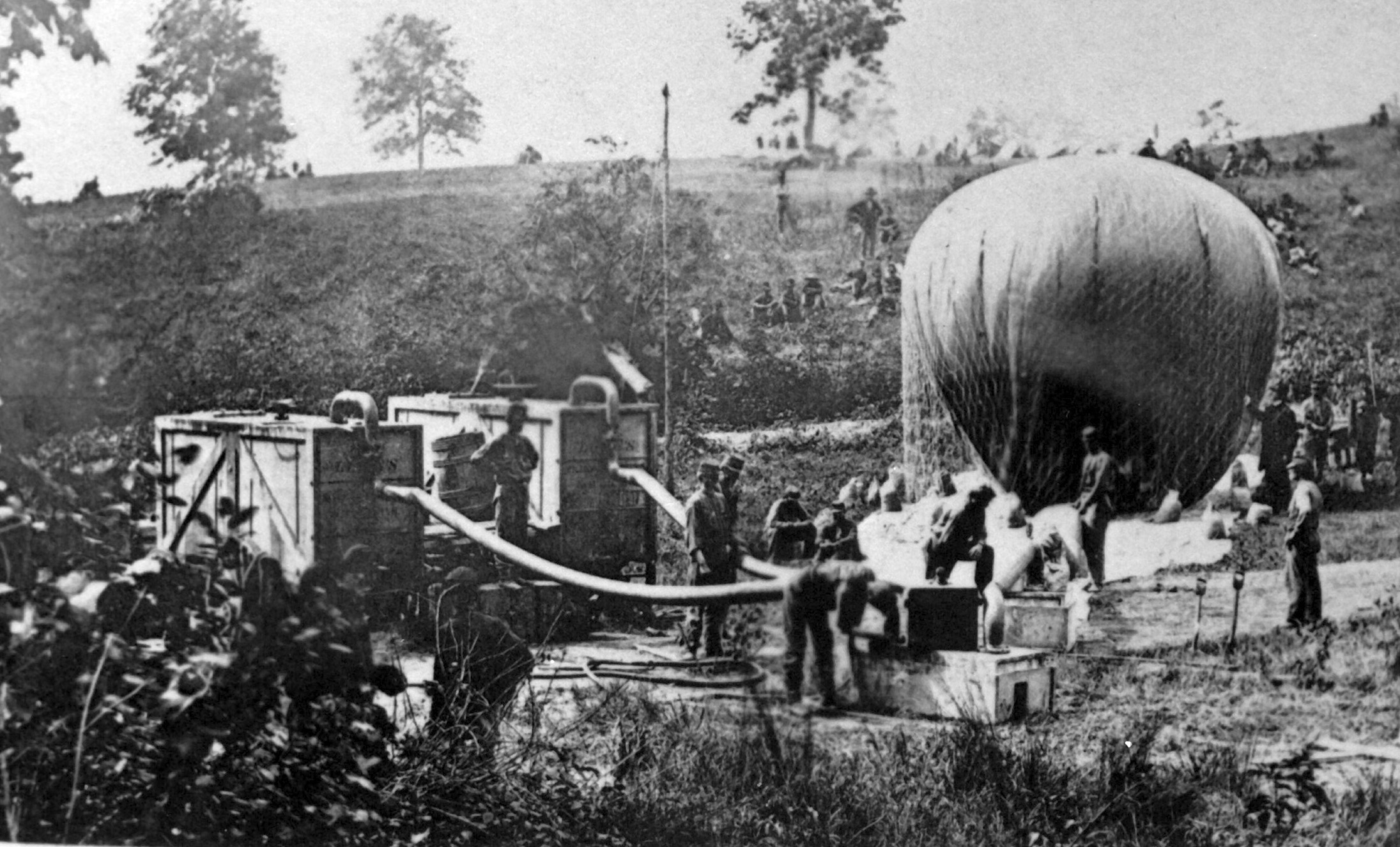
戦場で移動式水素ガス発生器を用い、気球を膨らませる様子

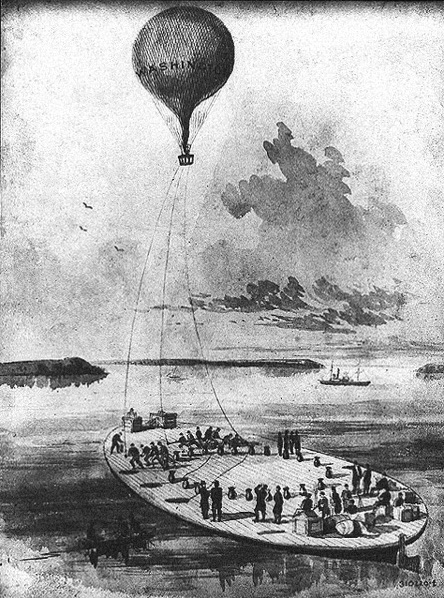
ジョージ・ワシントン・パーク・カスティス」号

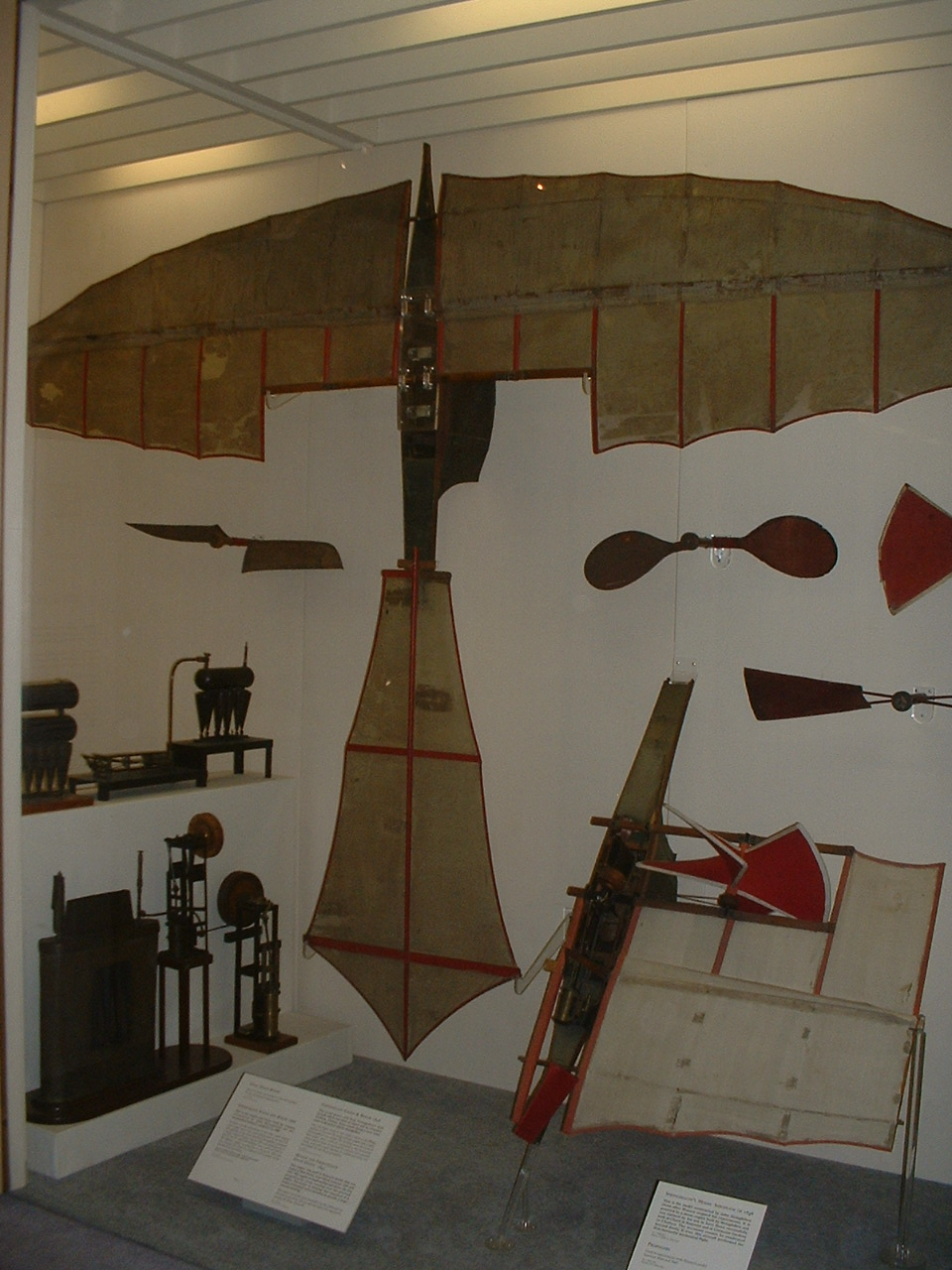
ストリングフェローの単葉模型飛行機（ロンドン科学博物館）

- 1861年 - ガブリエル・ド・ラ・ランデルとギュスターヴ・ポントン・ダメクールが、蒸気機関を積んだヘリコプターの模型を試作する。
- 6月11日 - アメリカ合衆国のタデウス・ローが気球からの通信を行う。ローは北軍気球司令部操縦士長に選ばれ、南北戦争で活躍した。
- 8月3日 - 南北戦争でアメリカ海軍の蒸気船 Funny から民間の気球乗りのジョン・マウンテン（John La Mountain）が偵察のための浮揚をした。

## 1862年
- 3月～5月 - アメリカ海軍でタデウス・ローが石炭運搬ハシケに水素発生器を設置し、「ジョージ・ワシントン・パーク・カスティス」号として、船上から偵察気球の運用を行った。「ジョージ・ワシントン・パーク・カスティス」は歴史上最初の航空母艦ともいえる。
- 9月5日 - イギリスの気象学者、ジェームズ・グレーシャーとヘンリー・トレーシー・コックスウェルが気球で高度8,000mを超えた。

## 1863年
- 1863年 - フランスの作家ジュール・ベルヌがCinq semaines en ballon（『気球に乗って五週間』）を出版する。
- 5月21日 - フランスのギュスターヴ・ポントン・ダメクールによって蒸気機関により二重反転ローターを回した動力模型ヘリコプター La chère hélice（愛しのプロペラ号）の実験が行われた。
- 7月1日 - アメリカ合衆国の発明家、ソロモン・アンドリュースが無動力であるが、気嚢の傾きを変えてヨットのように操縦する気球（飛行船）を初飛行させた。
- 10月4日 - フランスのナダールの資金で13人乗りの気球「巨人号」が製作されたが飛行に失敗した[1]。

## 1864年
- 1864年 - ブラジルとパラグアイの間で戦争が勃発し、ブラジル軍が軍用に気球を使用する。

## 1865年
- フランスの作家ジュール・ベルヌがDe la Terre a la Lune（『月世界旅行』）を出版する。
- フランスのCount Ferdinandが"Du Vol des Oiseaux" （『鳥の飛行』）を著し、鳥の滑空飛行が人間の飛行の出発点となることを述べた。
- ルイ・ピエール・ムイヤールの1881年の著書L'Empire de l'Air 『空の帝王』によれば、この頃ムイヤールはグライダーの実験を行うが飛行に失敗している。

## 1866年
- 「イギリス航空協会」（The Aeronautical Society of Great Britain）が設立された。1918年に名称を王立航空協会（Royal Aeronautical Society）と変える最古の航空に関する学会である。
- ポーランドのヤン・ヴネンクがOdporyszówの教会でグライダー飛行を行ったとされる。
- イギリスの技術者、フランシス・ウェナムが、有人飛行に関する先駆的な論文"Aerial Locomotion"を「イギリス航空協会」で発表した。

## 1867年
- パリ万国博覧会でアンリ・ジファールが5000 m3(直径約12m）の水素気球を製作し展示した。

## 1868年
- ロンドンの水晶宮にいて航空博覧会が開かれ、ジョン・ストリングフェローが1馬力の蒸気機関で動く三葉の模型飛行機で公開飛行をして、ストリングフェローは200ポンドの賞金を得たとされる。固定翼の動力模型による、史上初の公開飛行であったが資料によってはこの機体も離陸ができず失敗に終わったとされる。

## 1869年
- 7月2日 - イギリス生まれの発明家、フレデリック・マリオットが開発した蒸気動力の無人の飛行船の模型"Hermes Avitor Jr."がアメリカ合衆国のサンノゼで初飛行した。